# Ramon V de Tolosa
Ramon V de Tolosa (1134- Nimes, 1194) fou comte de Tolosa i duc de Narbona (1148-1194). Segons la genealogia tradicional dels comtes de Tolosa de Llenguadoc, establerta pels benedictins Devic i Vaissette en la Histoire générale de Languedoc, seria Ramon V, però estudis crítics han establert que dos comtes de nom Ramon havien estat omesos i, per tant, seria Ramon VII.
Fill d'Alfons Jordà i de Faidida d'Usès. Quan Alfons mor a Terra Santa el 1148, el comtat de Tolosa queda en mans del seu fill Ramon, juntament amb el seu germà Alfons II, car només tenia 14 anys. Però amb una certa autoritat damunt d'Alfons, dedicant-se Ramon a la meitat occidental dels dominis i Alfons a la meitat oriental. El 1153 lluità amb el vescomte Ramon I Trencavell de Carcassona, pel fet d'haver reconegut aquest la senyoria del comte Ramon Berenguer IV de Barcelona, i el feu presoner. Un any més tard, es casa amb Constança de França, filla del rei de França Lluís VI de França i vídua d'Eustaqui IV comte de Bolonya. Van tenir quatre fills:
- Ramon VI, que succeeix al seu pare
- Alberic Tallaferro, casat amb Beatriu d'Albon, delfina de Viena o del Vienès
- Balduí de Tolosa
- Adelaida de Tolosa, casada amb Roger II Trencavell

El 1159 lluita contra la coalició d'Enric II d'Anglaterra, el comte de Barcelona i el senyor Guillem VI de Montpeller; quan Tolosa era atacada fou ajudat pel rei Lluís VII de França. El 1173 signa la pau amb el rei Enric II d'Anglaterra, reconeixent-lo com a duc, i poc després tornà a l'obediència del papa Alexandre III. El 1176 es reuní a l'illa de Gernica, entre Bellcaire i Tarascó, amb Alfons I de Catalunya-Aragó, i convingueren per la Pau de Tarascó la cessió a Alfons dels drets sobre els comtats de Gavaldà, el Carladès i el de Provença a canvi de 31.000 marcs d'argent.

## La croada dels Albigesos
Ramon ha sigut implicat en la crisi càtara. El 1176, el bisbe d'Albí Guillem organitza el col·loqui de Lombers. Són presents els eclesiàstics, els prínceps Ramon de Trenclavell i Ramon V, acompanyat de la seva dona Constança i els representants dels càtars... A partir del 1183 fins al 1192 lluita amb sort diversa contra els anglesos, que posseïen Gascunya. El 1187 adquirí el vescomtat de Nimes, que li cedí Bernat Ató VI. Es casà de nou amb Riquilda, vídua de Ramon Berenguer de Provença.